# 与北村
与北村（よぎたそん）は、かつて香川県仲多度郡に存在した村である。現在の善通寺市与北町。

## 歴史
- 1890年2月15日 - 町村制施行に伴い、那珂郡与北村が発足。
- 1899年4月1日 - 那珂郡が多度郡と合併し、仲多度郡となる。
- 1954年3月31日 - 善通寺町・吉原村・筆岡村・竜川村が新設合併し、善通寺市となる。同日付で与北村が廃止。